# Iška
Iška – wieś w Słowenii, w gminie Ig. W 2018 roku liczyła 265 mieszkańców.